# Up the Hill Backwards
Up the Hill Backwards è un brano musicale di David Bowie, incluso nell'album Scary Monsters (and Super Creeps) del 1980 e pubblicato come quarto ed ultimo singolo estratto dal disco nel marzo 1981.
Questo fu l'ultimo singolo di David Bowie pubblicato dalla RCA e per commemorare il fatto, la RCA stampò in Gran Bretagna alcune copie del singolo con l'etichetta vecchio stile di colore arancione anziché quella standard di colore nero.

## Il brano
Il testo del brano viene spesso visto come un commento di Bowie alla copertura mediatica del suo divorzio da Angela Bowie, uno dei numerosi brani dell'album che riflettono sull'arma a doppio taglio della celebrità. Come il singolo precedente, Scary Monsters, la traccia vede la presenza del co-produttore Tony Visconti alla chitarra acustica.
La B-side del singolo era Crystal Japan, un brano strumentale inciso nel 1980 per uno spot pubblicitario giapponese di una marca di sakè, il "Crystal Jun Rock", che inoltre vide la presenza di Bowie stesso. Teenage Wildlife avrebbe dovuto essere originariamente il lato B del singolo, ma Bowie scoprendo che i fan pagavano prezzi altissimi per l'importazione delle copie del singolo Crystal Japan dal Giappone, insistette affinché la traccia fosse resa disponibile nel 45 giri inglese.
La natura non commerciale di Up the Hill Backwards, unitamente al fatto che la canzone era inclusa in un album pubblicato ormai da sei mesi, causarono il piazzamento non esaltante al numero 32 della classifica britannica. In Canada, il singolo raggiunse la posizione numero 49. Negli Stati Uniti, la RCA pubblicò solamente un singolo 12" in edizione limitata contenente un set di 36 stampe, disegnate personalmente da David Bowie. Le stampe erano fotografie di Bowie vestito da Pierrot, come sulla copertina dell'album.

## Tracce singolo
1. Up the Hill Backwards (Bowie) – 3:14
2. Crystal Japan (Bowie) – 3:10

## Formazione
- David Bowie: voce, tastiere
- Robert Fripp: chitarra
- George Murray: basso
- Dennis Davis: batteria
- Tony Visconti: chitarra acustica
- Roy Bittan: pianoforte